# Rifugio Vajolet
Il  rifugio Vajolet è un rifugio alpino situato nel gruppo del Catinaccio nelle Dolomiti, nel territorio comunale di Vigo di Fassa (TN), a 2.243 metri di altitudine.

## Storia
La prima costruzione risale al 1897, realizzata dalla sezione DuÖAV di Lipsia, alla quale si aggiunsero successivamente altre costruzioni, fino all'ultimo ampliamento del 1912, prima del suo passaggio alla SAT di Trento nel 1923.

## Caratteristiche e informazioni
Il rifugio si trova nella località detta “Porte Neigre”, sotto le Torri del Vajolet, in una posizione che lo rende un punto di partenza ideale per molte escursioni ed ascensioni nel gruppo del Catinaccio. È aperto da metà giugno a fine settembre con una disponibilità di 130 posti letto. A poca distanza dal rifugio Vajolet, sopra uno sperone roccioso sul vallone del Vajolet, si trova il piccolo rifugio Preuss.

## Accessi
- Dal rifugio Gardeccia (1.949 m), segnavia n. 546 (ore 0,45).
- Dal rifugio Roda di Vaèl (2.283 m), segnavia n. 541 (ore 01,45).
- Dal rifugio Re Alberto (2.621 m), segnavia 542 (ore 0,45).
- Dal rifugio Passo Principe (2.601 m), segnavia 584 (ore 0,30).

## Ascensioni
- Punta Emma (2.617 m).

## Traversate
- Al rifugio Gardeccia (1.949 m), segnavia n. 546 (ore 0,30).
- Al rifugio Roda di Vaèl (2.283 m), segnavia n. 541 (ore 01,45).
- Al rifugio Re Alberto (2.621 m), segnavia 542 (ore 01,15, sentiero classificato EE).
- Al rifugio Passo Principe (2.601 m), segnavia 584 (ore 0,45).

## Galleria d'immagini

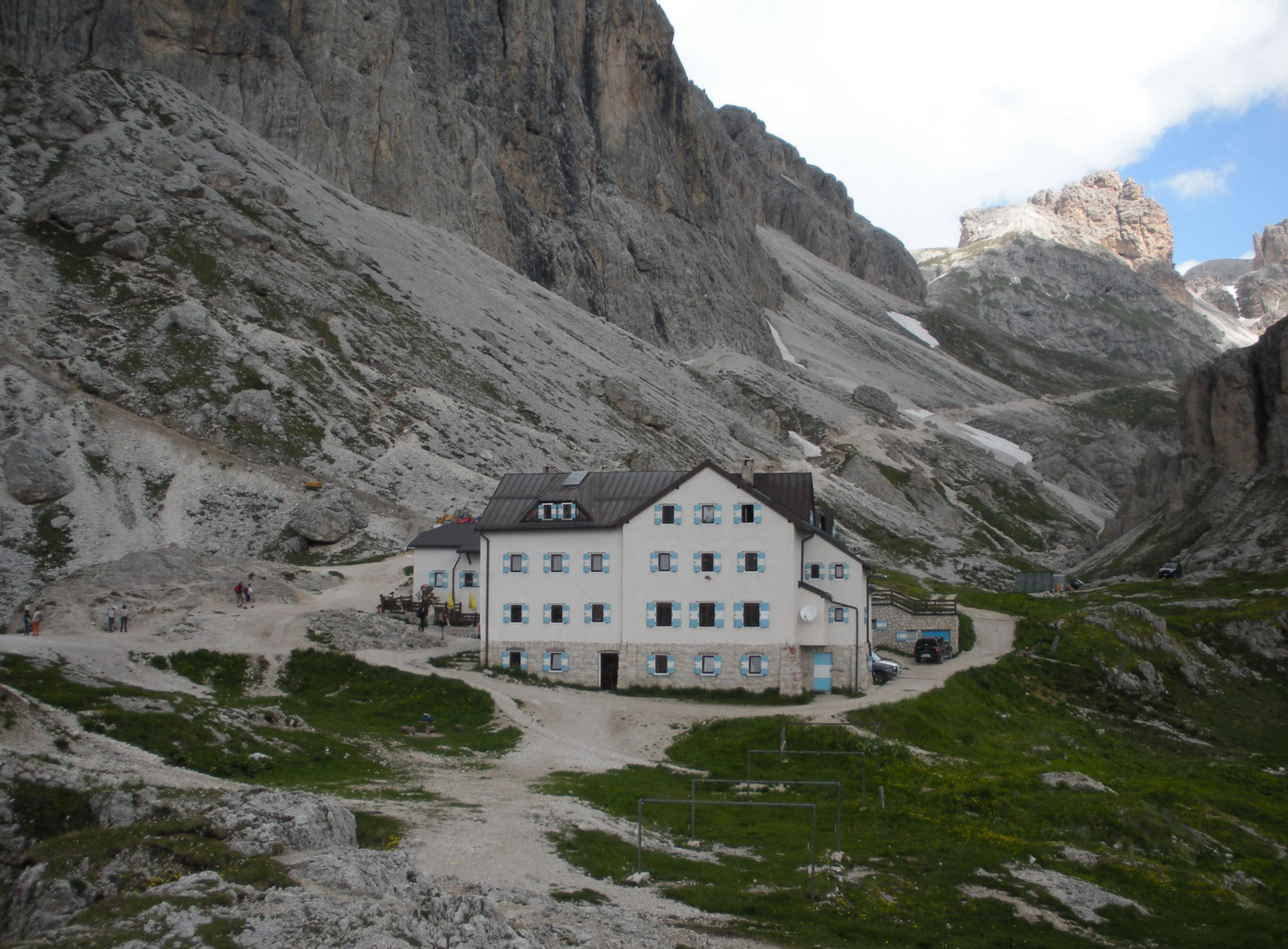
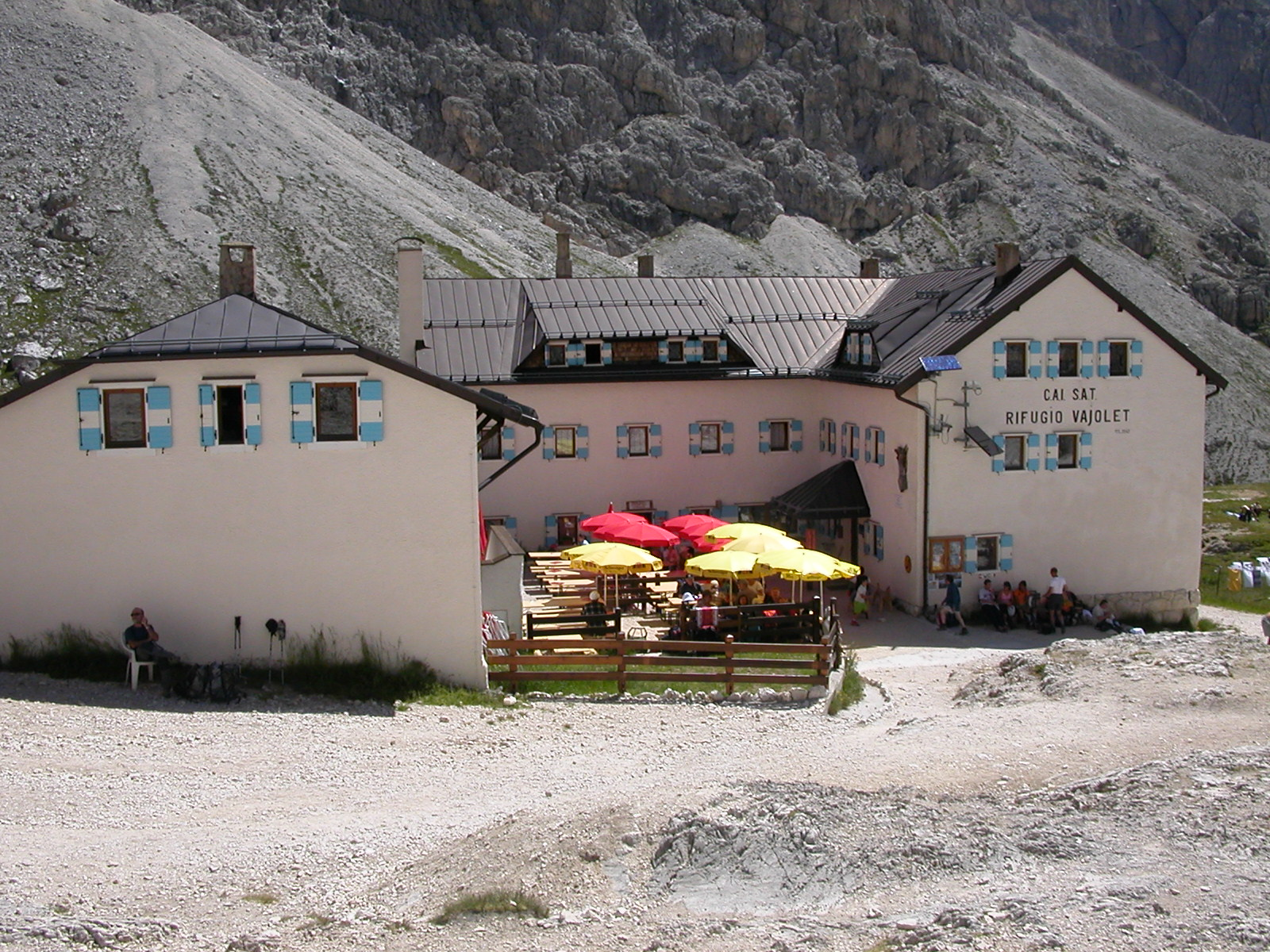